# Championnat de France de rugby à XV de 3e division fédérale 2019-2020
Navigation
Fédérale 3 2018-2019 Fédérale 3 2020-2021
Cette page présente la saison 2019-2020 de Fédérale 3 qui débute le 15 septembre 2019 pour se terminer le 26 avril 2020. La phase finale débute le 3 mai 2020 et se termine par la finale qui désigne le champion de France le 28 juin 2020.
La saison est marquée par une suspension du championnat à partir de mi-mars, puis une annulation, après le début de la propagation de la pandémie de maladie à coronavirus de 2020 en France.

## Règlement

### Règlement initial
La compétition de Fédérale 3 regroupera pour la saison 2019-2020 168 associations réparties en 14 poules de 12 équipes qui se rencontrent en matches « aller » et « retour »,.
28 clubs ont accédé à la 3e division fédérale :
- 1 club par comité sauf la Corse. Les comités Midi-Pyrénées et Île-de-France auront un club supplémentaire chacun. Soit 27 clubs.
- La place restante a été attribuée au club le mieux classé à l’issue de la phase finale du championnat de France Honneur et qui n’accède pas directement en 3e division fédérale.

Phases finales
Les quatre premiers de chaque poule, ainsi que les huit meilleures équipes parmi les équipes classées 5e de leur poule, disputeront les phases finales, qui débuteront en 32e de finale   ;
Les équipes classées 11e et 12e de chaque poule sont reléguées en série territoriale Honneur de leur comité d’appartenance pour la saison 2019-2020  ;
Accession à la Fédérale 2 pour la saison 2019-2020
Les 16 clubs qui accèdent à la Fédérale 2 sont les clubs vainqueurs des seizièmes de finale  ;

### Modification du règlement
En raison du prolongement de la période de confinement, la FFR décide, le 27 mars 2020, d'arrêter définitivement les championnats amateurs à tous niveaux, pour la saison en cours.
« Le 3 avril 2020, le Bureau fédéral décide d'une adaptation nécessaire du format des compétitions fédérales, conséquence des principes suivants :
- Pas de relégations sportives pour la saison 2019-2020.
- Établissement des classements nationaux 2019-2020 pour chaque compétition, bâtis sur les résultats sportifs obtenus à l'issue des phases qualificatives, avec un recours aux péréquations nécessaires en application des règlements généraux de la FFR.
- Des montées réservées aux meilleurs de poule en 2e et 3e division fédérale afin de pas faire de cette saison une saison morte, en permettant aux meilleurs d'une division de pouvoir concrétiser leurs projets de montée.
- La validation de la montée de 24 à 27 clubs des divisions Honneur des Ligues régionales en Fédérale 3.
- La possibilité donnée à tous les clubs qui le souhaiteraient, de renoncer à leur droit acquis de se maintenir sportivement, sans être sanctionnés ; et dans ce cas, un système de remplacement en cas de places « disponibles » basé sur le classement national de la compétition à l’issue des phases qualificatives 2019-2020.
- Pour les compétitions territoriales, la FFR demande à ses Ligues régionales d’appliquer les montées et descentes des équipes en fonction de leur classement arrêtés au 15 mars et après avoir appliqué la péréquation. Un accompagnement sera mis en place par la FFR pour les ligues mais tous les clubs auront donc la possibilité de monter à l’échelon supérieur en fonction de leur mérite sportif. »[4],[5].

## Saison régulière
La première journée est le 15 septembre 2019 et la dernière journée le 26 avril 2020.

### Poules 1, 2, 3
- : Promu en Fédérale 2
- : Pas de relégation  en honneur régional sauf sur demande du club.

Classements finaux. En raison du prolongement de la période de confinement à la suite de la pandémie de Covid-19 la FFR décide, le 27 mars 2020, d’arrêter définitivement les championnats amateurs à tous niveaux, pour la saison en cours.
On trouvera le nombre de nombre de points définitif après application, par la FFR, de la péréquation, et entre parenthèses le nombre de point « terrain » obtenu à la 17e journée.
| Poule 1 1. Stade domontois 88pts (68pts) 2. RC Compiègne 78,58pts (58pts) 3. RC Roubaix 65,10pts (48pts) 4. Rugby Épernay Champagne (R) 59,50pts (46pts) 5. Évreux AC 58,60pts (43pts) 6. Stade caennais 53,86pts (39pts) 7. AC Soissons 48,36pts (35pts) 8. RCA Cergy-Pontoise 48,25pts (35pts) 9. AS Rouen UC (ASRUC) (P) 47pts (34pts) 10. RC Amiénois (P) 38,72pts (28pts) 11. XV Couronnais 33,22pts (23pts) 12. RC Arras (R) 31,86pts (22pts) | Poule 2 1. AC Boulogne-Billancourt (ACBB) 72pts (96,15 pts) 2. Gretz-Tournan-Ozoir rugby centre 77 72,85pts (54pts) 3. RC Sucy-en-Brie 67,70pts (50pts) 4. RC Versailles (P) 63,40pts (49pts) 5. RC Blaisois 62,50pts (46pts) 6. AC Bobigny 93 61,20pts (45pts) 7. Rugby olympique club de Houilles-Carrières-sur-Seine 48,25pts (35pts) 8. RC Vincennes (P) 48,25pts (35pts) 9. Rugby club auxerrois 44,40pts (32pts) 10. US Olympiades Massif-Central 39,20pts (28pts) 11. Rueil AC 28,85pts (20pts) 12. US Pithiviers 22,40pts (15pts) | Poule 3 1. Servette RC Genève (P) 91pts (68 pts) 2. Saint-Savin sportif (R) 84,50pts (63pts) 3. RC de la Dombes 77,60pts (60pts) 4. RC riomois 70,25pts (52pts) 5. AS Saint-Marcel-Isle d'Abeau (ASSMIDA) 63,80pts (47pts) 6. SO Givors 48,36pts (35pts) 7. AS Ampuis Côte Rôtie 41,80pts (30pts) 8. RC Andrézieux-Bouthéon 39,80pts (30pts) 9. US Bellegarde-Coupy (R) 36,20pts (28pts) 10. SCA Cusset (P) 31,45pts (22pts) 11. Rhône-Sportif (Lyon-Villeurbanne) 30,50pts (21pts) 12. SC Tarare 28,75pts (23pts) |

### Poules 4, 5, 6
- : Promu en Fédérale 2
- : Pas de relégation en honneur régional sauf sur demande du club.

Classements finaux. En raison du prolongement de la période de confinement à la suite de la pandémie de Covid-19 la FFR décide, le 27 mars 2020, d’arrêter définitivement les championnats amateurs à tous niveaux, pour la saison en cours.
On trouvera le nombre de nombre de points définitif après application, par la FFR, de la péréquation, et entre parenthèses le nombre de point « terrain » obtenu à la 17e journée.
| Poule 4 1. RC Metz 96,15pts (72pts) 2. Rugby tango chalonnais 71,85pts (53pts) 3. RC chagnotin 71,55pts (53pts) 4. CS Lons-le-Saunier 59,90pts (44pts) 5. CR Illkirch-Graffenstaden (CRIG) 54,75pts (40pts) 6. SC couchois 50,85pts (37pts) 7. Entente Montbéliard Belfort ASCAP Rugby (EMBAR) 49,72pts (36pts) 8. FC Haguenau 47,25pts (35pts) 9. US Genlis 43,10pts (31pts) 10. RC Vesoul (P) 40,50pts (29pts) 11. Nancy Seichamps rugby 33,22pts (23pts) 12. Colmar RC (P) 30,15pts (21pts) | Poule 5 1. US Véore XV 85,80pts (64pts) 2. RC des Vallons-de-la-Tour 85,80pts (64pts) 3. US Izeaux 70,25pts (52pts) 4. US Renage-Rives 63,80pts (47pts) 5. RC teillois 58pts (43pts) 6. SC Privas 54,75pts (40pts) 7. CO Le Puy 54,75pts (40pts) 8. FC Aix 49,55pts (36pts) 9. UA Tullins-Fures (P) 48,25pts (35pts) 10. RC du pays Saint Jeannais 42,86pts (31pts) 11. RC Romans-Péage (P) 32,75pts (23pts) 12. US Deux-Ponts 19,80pts (13pts) | Poule 6 1. US Avignon Le Pontet Vaucluse 84,10pts (65pts) 2. RC Les Angles Gard rhodanien (R) 80,60pts (60pts) 3. RC aubagnais 71,50pts (55pts) 4. Aix UC 70,08pts (54pts) 5. RC Draguignan 71,55pts (53pts) 6. Boxeland Club Islois Rugby à XV 70,25pts (52pts) 7. SU cavaillonnais 57,35pts (42pts) 8. AS Monaco (P) 43,10pts (31pts) 9. US valréassienne 32,35pts (25pts) 10. RC Six-Fours-Le Brusc 30,15pts (21pts) 11. US Mourillon (P) 27,55pts (19pts) 12. RC uzétien 15,90pts (10pts) |

### Poules 7, 8, 9
- : Promu en Fédérale 2
- : Pas de relégation en honneur régional sauf sur demande du club.

Classements finaux. En raison du prolongement de la période de confinement à la suite de la pandémie de Covid-19 la FFR décide, le 27 mars 2020, d’arrêter définitivement les championnats amateurs à tous niveaux, pour la saison en cours.
On trouvera le nombre de nombre de points définitif après application, par la FFR, de la péréquation, et entre parenthèses le nombre de point « terrain » obtenu à la 17e journée.
| Poule 7 1. Bourges XV (R) 71pts 2. Rugby Causse Vézère (P) 85,80pts (64pts) 3. Espérance Saint-Léger-des-Vignes (P) 75,45pts (56pts) 4. OC Montluçon 66,40pts (49pts) 5. RAC Châteauroux (R) 59,90pts (44pts) 6. RC Uzerche 58,60pts (43pts) 7. US Ussel 47,85pts (37pts) 8. RC guérétois 44,70pts (33pts) 9. US Argentacoise 39,20pts (28pts) 10. Rugby sancerrois (P) 36,60pts (26pts) 11. RC Issoudun 18,40pts (15pts) 12. US La Châtre 22,40pts (15pts) | Poule 8 1. Stade poitevin 93,72pts (70pts) 2. RC La Baule 88pts (68pts) 3. RC Trignac 75,45pts (56pts) 4. US Tours 75,45pts (56pts) 5. Saint-Nazaire ovalie 66,40pts (49pts) 6. SC chinonais 59,90pts (44pts) 7. CJF Saint-Malo 46,25pts (35pts) 8. Plouzané AC 44,40pts (32pts) 9. Pays Auray RC 43,10pts (31pts) 10. RC Le Mans (P) 36,60pts (26pts) 11. SCORC Angers 31,86pts (22pts) 12. RC pays de Fougères (P) 9,45pts (5pts) | Poule 9 1. Union Barbézieux Jonzac 79,35pts (59pts) 2. AS Mérignac 75,45pts (56pts) 3. CS nontronnais 74,50pts (55pts) 4. SA Rochefort 69pts (51pts) 5. RC Puilboreau 66,22pts (49pts) 6. FC yonnais 56,05pts (41pts) 7. RC Gradignan (P) 54,75pts (40pts) 8. Stade blayais 51,75pts (40pts) 9. RC sablais 49,50pts (38pts) 10. Léognan rugby 50,15pts (38pts) 11. Pays Médoc rugby (P) 14pts (9pts) 12. RC Mussidan 13,22pts (8pts) |

### Poules 10, 11, 12
- : Promu en Fédérale 2
- : Pas de relégation en honneur régional sauf sur demande du club.

Classements finaux. En raison du prolongement de la période de confinement à la suite de la pandémie de Covid-19 la FFR décide, le 27 mars 2020, d’arrêter définitivement les championnats amateurs à tous niveaux, pour la saison en cours.
On trouvera le nombre de nombre de points définitif après application, par la FFR, de la péréquation, et entre parenthèses le nombre de point « terrain » obtenu à la 17e journée.
| Poule 10 1. SC Nègrepelisse (R) 85,80pts (64pts) 2. GS Figeac 80,60pts (60pts) 3. Sporting Club decazevillois (R) 76,75pts (57pts) 4. Sor Agout (P) 72,85pts (54pts) 5. Racing club de la Saudrune (P) 62,50pts (46pts) 6. Entente de la vallée du Girou 58,20pts (45pts ) 7. Coq léguevinois 55,60pts (43pts) 8. US Caussade (P) 49,15pts (38pts) 9. AS Tournefeuille (R) 45,70pts (33pts) 10. RC Saint-Cernin 40,50pts (29pts) 11. Stade marivalois 18,50pts (12pts) 12. US néracaise 11,60pts (9pts) | Poule 11 1. Servian-Boujan rugby 85,80pts (64pts) 2. JSI Elne/Latour/Theza 78,50pts (58pts) 3. RC Palavas-les-Genêts 74,22pts (57pts) 4. Salanque Côte Radieuse XV (R) 74,15pts (55pts) 5. US thuirinoise 71,55pts (53pts) 6. Stade piscenois 56,05pts (41pts) 7. UA saverdunoise 44,22pts (32pts) 8. US Quillan-Limoux 41,80pts (30pts) 9. SCA Rivesaltes-Bompas XV 36,60pts (26pts) 10. Entente Vendres-Lespignan Hérault XV 34,58pts (24pts) 11. RC revélois 33,22pts (23pts) 12. RC Jacou Montpellier Nord 25pts (17pts) | Poule 12 1. Stade beaumontois 85,50pts (64pts) 2. US Monflanquin 69pts (51pts) 3. RC Bon-Encontre-Boé 65,10pts (48pts) 4. US Casteljaloux (R) 64,86pts (48pts) 5. ES gimontoise 59,90pts (44pts) 6. Grenade sports 56,05pts (41pts) 7. US Vallée du Lot 56,05pts (41pts) 8. US L'Isle-en-Dodon (P) 55,22pts (40pts) 9. US Bazas 47pts (34pts) 10. Stade foyen (P) 43,10pts (31pts) 11. US Lalinde 26,25pts (18pts) 12. SA Condom 25pts (17pts) |

### Poules 13, 14
- : Promu en Fédérale 2
- : Pas de relégation en honneur régional sauf sur demande du club.

Classements finaux. En raison du prolongement de la période de confinement à la suite de la pandémie de Covid-19 la FFR décide, le 27 mars 2020, d’arrêter définitivement les championnats amateurs à tous niveaux, pour la saison en cours.
On trouvera le nombre de nombre de points définitif après application, par la FFR, de la péréquation, et entre parenthèses le nombre de point « terrain » obtenu à la 17e journée.
| Poule 13 1. AS Pont-Long 96,15pts (72pts) 2. USEP Ger-Séron-Bédeille 76,75pts (57pts) 3. Avenir Bizanos 63,50pts (47pts) 4. Avenir aturin 57,35pts (42pts) 5. Gan olympique 57,35pts (42pts) 6. JS Villeneuve-de-Marsan 54,75pts (40pts) 7. US argelèsienne (P) 52,15pts (38pts) 8. AA nogarolienne 52,15pts (38pts) 9. Oursbelille Bordères RC (P) 50,85pts (37pts) 10. JS riscloise 39,20pts (28pts) 11. Stade saint-gaudinois luchonnais 32,22pts (23pts) 12. Olympique Ossalois-Laruns 18,50pts (12pts) | Poule 14 1. US Mouguerre 78,05pts (58pts) 2. Inthalatz rugby Larressore 71,55pts (53pts) 3. Hasparren AC 70,25pts (52pts) 4. Rion Morcenx CR 69pts (51pts) 5. US Cambo 61,20pts (45pts) 6. US Mugron 58,60pts (43pts) 7. AS Bayonne 57,35pts (42pts) 8. Stade navarrais 53,45pts (39pts) 9. US Bardos 52,15pts (38pts) 10. AS Urruñarrak (P) 47pts (34pts) 11. Avenir de Barcus (P) 40,50pts (29pts) 12. Saint-Pée UC 8,15pts (4pts) |  |

## Phases finales
En raison du prolongement de la période de confinement à la suite de la pandémie de maladie à coronavirus, la FFR décide, le 27 mars 2020, d'arrêter définitivement les championnats amateurs à tous niveaux, pour la saison en cours. Le titre n'est donc pas décerné.

## Pour la saison 2020-2021
« Pour la saison 2020-2021, 336 clubs évolueront dans les divisions fédérales. À ce jour la FFR maintient le principe d’une montée de 2 clubs de Fédérale 1 en Pro D2. Cependant, ayant pris acte de la position des clubs professionnels, elle demande une réunion dès les prochains jours avec les représentants de ces clubs et la LNR.
- Fédérale 1 : Les 48 clubs maintenus seront rejoints par 12 clubs de 2e division fédérale, sur la base du classement national 2019-2020, soit 60 clubs répartis en 5 poules de 12 clubs.
- Fédérale 2 : Les 84 clubs maintenus sont rejoints par les 12 accessions de 3e division fédérale pour un maintien du format à 96 clubs, soit 8 poules de 12 équipes.
- Fédérale 3 : 156 clubs maintenus rejoints par 24 à 27 accessions d'Honneur (nombre déterminé en fonction des renoncements des clubs maintenus en Fédérale 3) pour un format à 180 clubs, soit 15 poules de 12 équipes. En cas de places supplémentaires, les remplacements seront attribués selon un principe géographique, ligue par ligue, au regard des classements généraux »[4],[5].